# Communauté de communes des Deux Vallées (Creuse)
Pour les articles homonymes, voir Communauté de communes des Deux Vallées.
La communauté de communes des Deux Vallées est une ancienne communauté de communes française, située dans le département de la Creuse et la région Limousin.
Elle a disparu le 31 décembre 2013, fusionnée avec la Communauté de communes Marche Avenir et plusieurs communes n'appartenant jusqu'alors à aucune structure intercommunale, pour former la Communauté de communes Portes de la Creuse en Marche.

## Histoire
Le président actuel est Philippe Chavant (depuis 2009)

## Composition
Elle regroupe 5 communes : 
| Nom                     | Code Insee | Gentilé        | Superficie (km2) | Population (dernière pop. légale) | Densité (hab./km2) |
| ----------------------- | ---------- | -------------- | ---------------- | --------------------------------- | ------------------ |
| Bonnat (siège)          | 23025      | Bonnachons     | 45,79            | 1 310 (2014)                      | 29                 |
| Chambon-Sainte-Croix    | 23044      |                | 6,66             | 82 (2014)                         | 12                 |
| Chéniers                | 23062      | Chénierois     | 34,90            | 577 (2014)                        | 17                 |
| Lourdoueix-Saint-Pierre | 23112      | Lourdoueisiens | 44,73            | 781 (2014)                        | 17                 |
| Malval                  | 23121      |                | 4,03             | 41 (2014)                         | 10                 |